# Factory Berlin
Factory Berlin ist ein Bürocampus auf dem Gelände der ehemaligen Brauerei Oswald Berliner, Rheinsberger Straße 76/77 im Berliner Ortsteil Mitte. Er wurde um den historischen Gebäudekomplex einer Weizenbier-Brauerei aus dem 19. Jahrhundert entwickelt. Der Entwurf stammt von dem Berliner Architekten Julian Breinersdorfer, einem Schüler von Zaha Hadid.
Die Gebäude wurden nach langzeitigem Leerstand im 21. Jahrhundert komplett saniert und unter neuem Namen 2014 wiedereröffnet. Seitdem sind bekannte Start-up-Unternehmen und Konzerne dort Mieter. Die Unternehmen kooperieren als Inkubatoren für andere, kleinere Start-ups. Das Angebot umfasst Arbeitsplätze, Netzwerke, Beratungen und andere Unterstützung auf dem Factory Campus. Factory nennt dieses Modell Organic acceleration.

## Geschichte der Gebäude
Die Erste Weizenbier-Brauerei Oswald Berliner wurde um 1869 von dem jüdischen Unternehmer Oswald Berliner aus dem heute polnischen Breslau auf dem Grundstück Brunnenstraße 112–114 eröffnet; Berliner selbst wohnte im Nachbarhaus Brunnenstraße 111.
Die Gebäude sind ein Beispiel für den Berliner Backsteinexpressionismus und zählen zu den ersten Stahlbetonbauten in der Stadt. Der Namenszusatz Erste deutet an, dass in dieser Brauerei wahrscheinlich das erste Weizenbier Berlins gebraut wurde.
Zum Beginn waren für die Wärmeerzeugung, möglicherweise auch zum Antrieb von Generatoren, Dampfmaschinen im Einsatz. Ein im Internet abgebildetes Emailleschild zeigt das Logo der Brauerei.

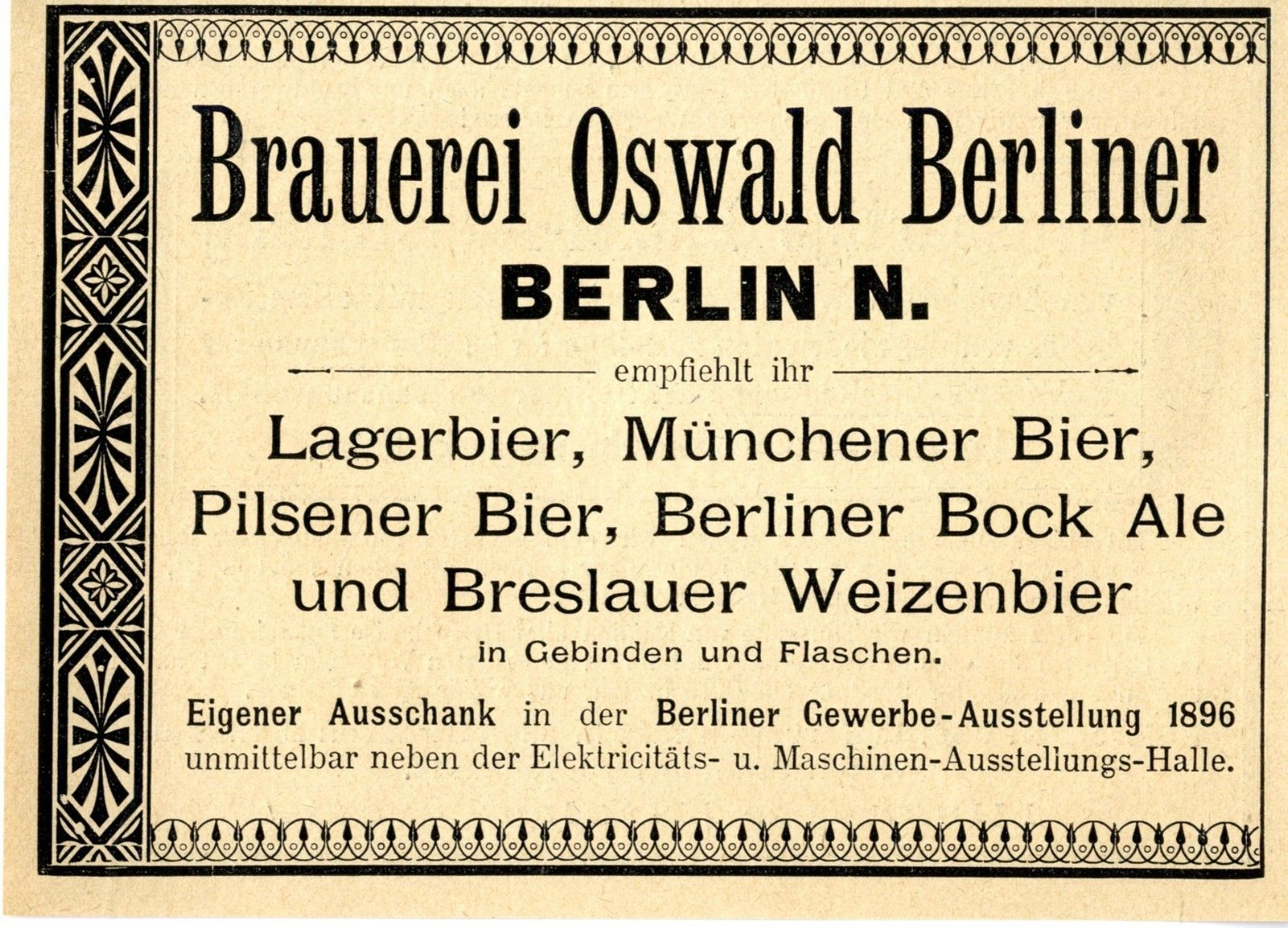
Reklame der Brauerei Oswald Berliner, 1896

Im Jahr 1896 warb die Brauerei auf der Berliner Gewerbeausstellung mit dem hier gezeigten Schild. Oswald Berliner starb im Jahr 1900 und wurde auf dem Jüdischen Friedhof Berlin-Weißensee beigesetzt.
Zu Beginn der 1940er Jahre war die Schlesische Malzfabrik AG Eigentümerin der Brauereianlage. Im Haus Brunnenstraße 140 wohnte ein Verwalter, außerdem beherbergte es eine Gastwirtschaft.
Die Brunnenstraße führt in Südost-Nordwest-Richtung vom Rosenthaler Platz bis zum Gesundbrunnen, wo sie sich als Badstraße fortsetzt. Der Brauereistandort befand sich kurz vor der Kreuzung mit der Bernauer Straße und lag zur Zeit der Berliner Teilung (1949–1989) im Grenzstreifen, auf dem im Jahr 1961 die Berliner Mauer errichtet wurde.
Die Kellergewölbe dienten während des Zweiten Weltkriegs als Luftschutzräume. Diese wurden im April 1946 von der Roten Armee gesprengt, übrig blieben beschädigte Fabrikräumlichkeiten. Nach dem Abriss in der Nähe stehender Wohnhäuser infolge des Mauerbaus an der Bernauer Straße ließ die DDR die vorhandenen oder neu entstandenen Hohlräume mit der Abbruchmasse verfüllen. Dies sollte vor allem das Untergraben des Mauerstreifens an dieser Stelle verhindern, denn zwei Tunnel unter der Bernauer Straße waren schon erfolgreich gegraben und zur Flucht genutzt worden (Tunnel 29 und Tunnel 57). Die beschädigten Fabrikgebäude blieben stehen, wurden allerdings nicht genutzt.

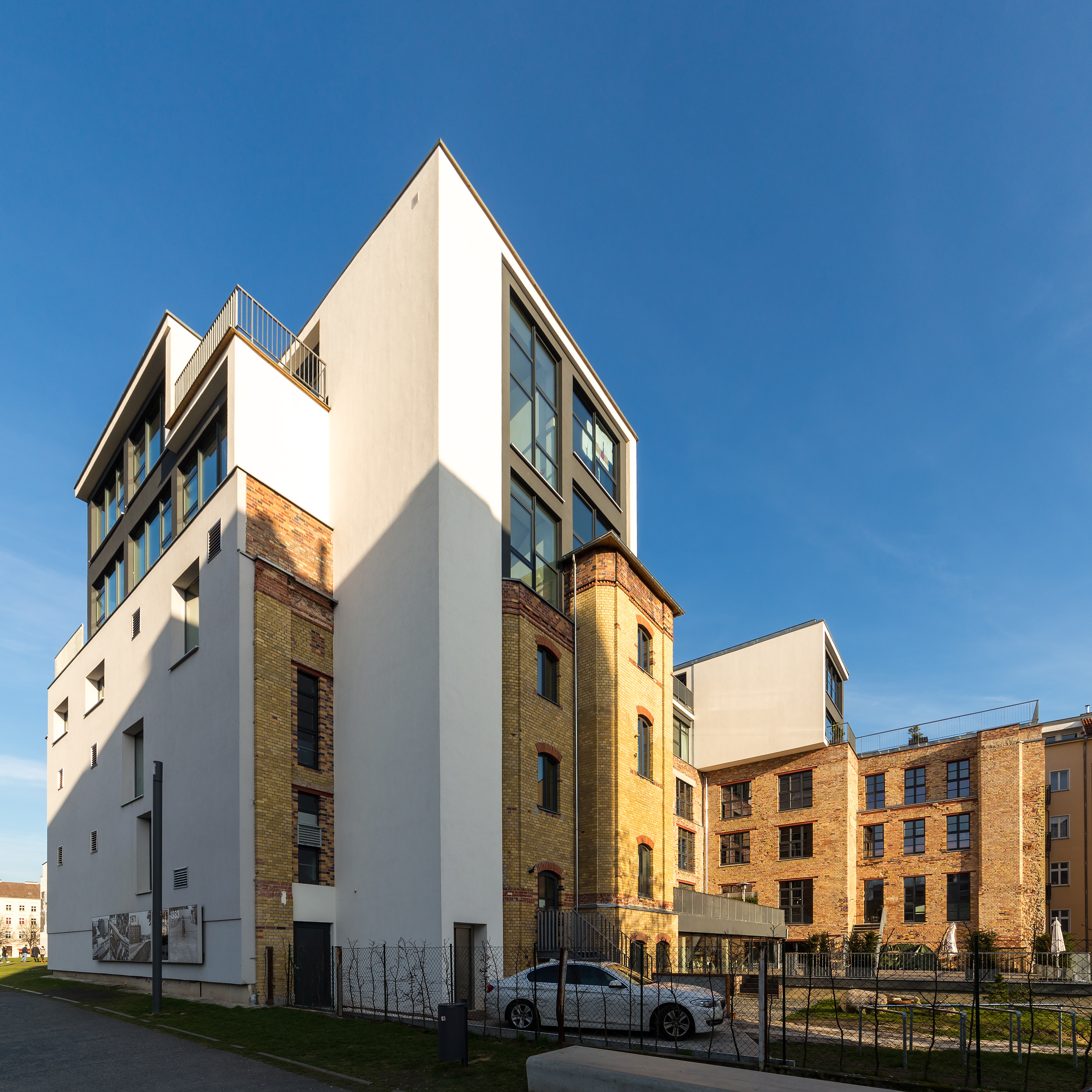
Nordwest-Seite der Factory Berlin

Nach dem Abriss der Berliner Mauer wurden ihre baulichen Reste und Standorte zur Gedenkstätte Berliner Mauer zusammengefasst. So blieben die Kellergewölbe unter dem Brauereigrundstück erhalten und gehören zum Ensemble der Gedenkstätte. In den 1990er Jahren zogen einige Kleingewerbetreibende in die Räume. Doch bald ließ der Berliner Senat die Gebäude richtig instand setzen, die Standsicherheit verbessern und stellte sie unter Denkmalschutz. Bei diesen Arbeiten wurden viele historische Elemente beseitigt oder überdeckt.
Um eine effektivere Nutzung zu ermöglichen, wurde eine denkmalgerechte Sanierung vorgenommen. Dabei wurden zusätzliche Etagen aufgesetzt, die sich baulich deutlich von den historischen Bauteilen absetzen sollten. Bei den dreijährigen Baumaßnahmen (2011–2014) wurden die historischen Fassaden wieder freigelegt und aufgefrischt. Im Ergebnis erhielt das Bauensemble den neuen Namen Factory Berlin, gegründet von Udo Schloemer und Simon Schäfer, und erinnert damit auch an die Anfänge der Bauten als Fabrik.
Als Kuriosum wurde im freigelegten Keller der Brauerei durch den Verein Berliner Unterwelten ein Fluchttunnel in Originalgröße nachgebaut; er ist zwölf Meter lang und Teil der Gedenkstätte Berliner Mauer. Die Factory Berlin ist Teil des Kulturdenkmals Berliner Mauer.
Die Factory eröffnete am 11. Juni 2014. Eric Schmidt, Executive Chairman von Google, und der Regierende Bürgermeister von Berlin, Klaus Wowereit, waren die Redner bei der Eröffnungsfeier. Beide hoben die Relevanz der Factory für die Ansiedlung neuer Industrien in Berlin hervor.
Bei der Sanierung wurden auf freigelegten Ziegelstein-Oberflächen eingeschlagene Zeichen (Ziegelzeichen oder Ziegelstempel) gefunden: C. F. G. Rathenow und Sänger Bergzow bei Rathenow. Sie weisen auf den Herstellungsort der Ziegelsteine hin.

## Nutzung

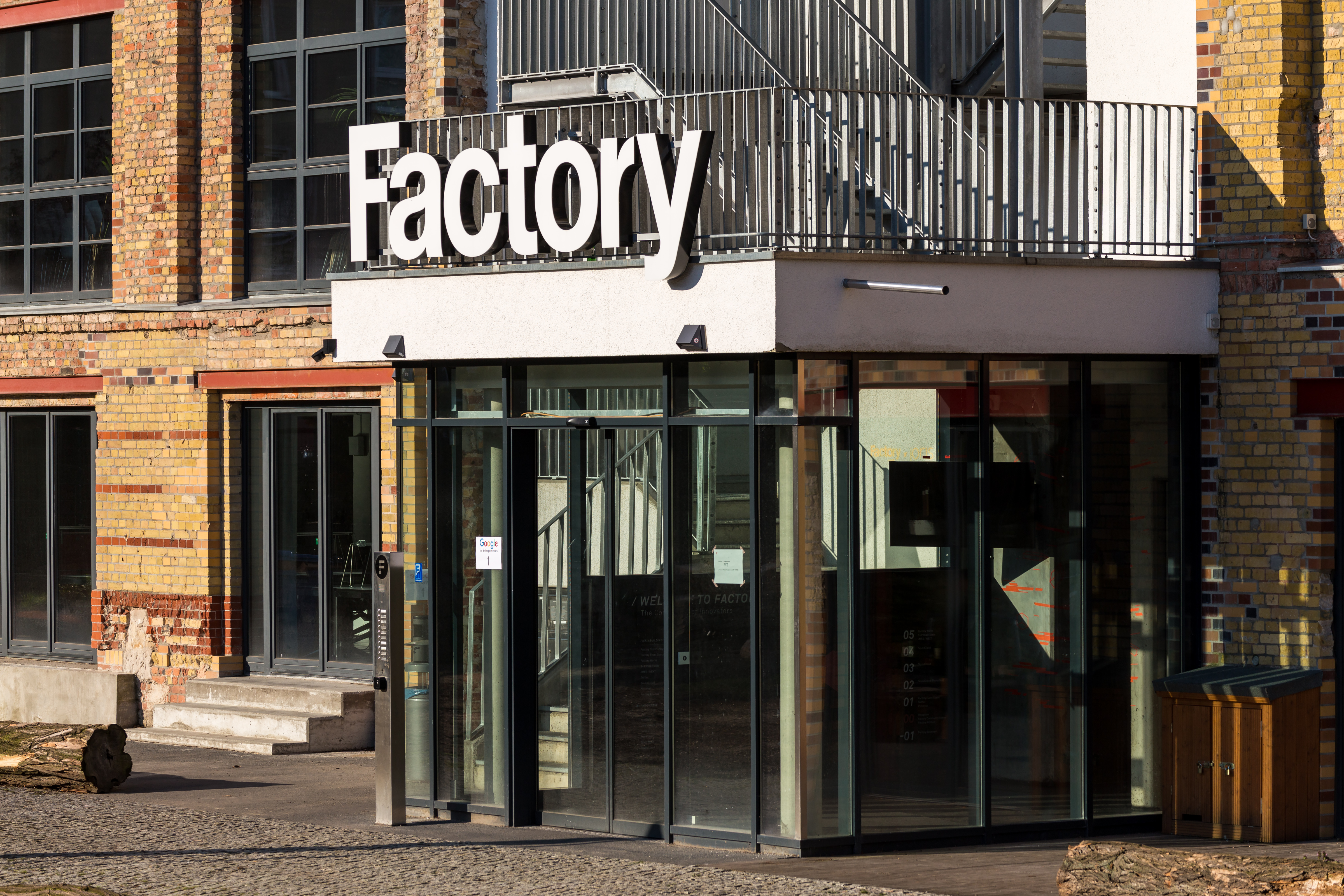
Eingangsbereich der Factory

Die Mischung von großen Unternehmen wie X und Google mit kleinen Start-ups in einem Gebäude war bei Eröffnung ein neuartiges Konzept. Durch die Nutzung gemeinsamer Flächen und Veranstaltungen sollen kleine Unternehmen durch Wissenstransfer und Netzwerkbildung unterstützt werden. Darüber hinaus entstehen vielfältige Formen der Zusammenarbeit mit anderen Start-ups in Berlin und in Europa. Im Februar 2019 wurde über die Kooperation mit 3000 Unternehmen aus 70 Ländern auf der Website der Factory berichtet.

### Mieter
(alphabetisch, Stand: Anfang 2019)
Ambivation, CareerFoundry, dataArtisans, easybooking.at, Edition F, Freeletics.com, GoButler, Google, JMES Investments, Kenkou, Limemakers, Lufthansa Innovation Hub, Merisier, NBT, Ohlala.com, Pfleglisoft, Proacda, Teamleader, TheNewMotion, phonedeck, relayr, SoundCloud, Uber, unu motors, versus.com, welobby, Zendesk
Zu den ehemaligen Mietern zählen Finanzfluss, das Humboldt Institute for Internet and Society, Iconpeak, KPMG, Mentor, Mozilla, MyFitnessPal, One Spark, Refined Invest, Run a Shop, Silicon Allee, TapTalk, Toast, Twitter, Urlist, Views, Wunderlist, Tim Raue und verschiedene Künstler.

### Standorte
Mitgründer der Factory Berlin ist Simon Schaefer, der sich besonders um die Gründung bzw. Ansiedlung weiterer Factorys nach dem Mischnutzungskonzept in anderen Ländern bemüht. Das erste Projekt wird seit 2017 in Lissabon im Stadtteil Beato realisiert.
Die umgekehrte Zielstellung, weitere Firmen an die Factory Berlin zu holen (Expansion in Berlin) wird von Mitgründer Udo Schloemer wahrgenommen.
Seit 2017 hat die Factory Berlin eine Niederlassung in Berlin-Kreuzberg am Görlitzer Park eröffnet. Seit 2021 gibt es eine Factory in Hamburg. 2024 musste die Niederlassung in Kreuzberg wieder schließen, das Konzept des Startup-Hubs müsse überarbeitet werden, sagt der CEO.